# الرديسية بحري
قرية الرديسية بحري هي إحدى القرى التابعة لمركز إدفو في محافظة أسوان في جمهورية مصر العربية.